# Житно (гмина)
Житно (пол. Żytno) — сельская гмина (волость) в Польше, входит как административная единица в Радомщанский повет, Лодзинское воеводство. Население — 5814 человек (на 2004 год).

## Сельские округа
1. Божикова
2. Божикувка
3. Будзув
4. Житно
5. Козе-Поле
6. Лазув
7. Мала-Весь
8. Малюшин
9. Мосты
10. Пежаки
11. Полихно
12. Понгув
13. Пукажув
14. Рендзины
15. Рогачувек
16. Сады
17. Секурско
18. Сильница
19. Сильничка
20. Судзинек
21. Ченжковички
22. Чеховец

## Прочие поселения
1. Барыч
2. Бугай
3. Вымыслув
4. Гродзиско
5. Забродзе-Сильницке
6. Залаве
7. Игнацув
8. Кемпа
9. Конты
10. Магдаленки
11. Плавидла
12. Рендзины-Колёня
13. Судзин
14. Тужня
15. Фердынандув
16. Фрышерка
17. Чарны-Ляс
18. Чарны-Ляс-Колёня
19. Эвина
20. Яжембина
21. Ятно
22. Яцкув

## Соседние гмины
1. Гмина Домброва-Зелёна
2. Гмина Гидле
3. Гмина Ключевско
4. Гмина Кобеле-Вельке
5. Гмина Конецполь
6. Гмина Вельгомлыны
7. Гмина Влощова